# Selago stewartii
Selago stewartii är en flenörtsväxtart som beskrevs av Spencer Le Marchant Moore. Selago stewartii ingår i släktet Selago och familjen flenörtsväxter. Inga underarter finns listade i Catalogue of Life.